# Bagno (film 2015)
Bagno (ang. Muck) – amerykański horror z 2015 roku w reżyserii Steve'a Wolsha. W rolach głównych wystąpili w nim Kane Hodder, Lachlan Buchanan, Puja Mohindra, Bryce Draper oraz Lauren Francesca. Film skupia się na losach grupy przyjaciół, którzy w ucieczce przed zagrożeniem trafiają do posiadłości, w której nie przyjdzie im znaleźć bezpieczeństwa. 
Premiera projektu odbyła się 13 marca 2015. Cztery dni później, 17 marca, Bagno trafiło do dystrybucji DVD/Blu-ray. Obraz zebrał przeważająco negatywne recenzje krytyków.

## Obsada
- Lachlan Buchanan − Troit
- Puja Mohindra − Chandi
- Bryce Draper − Noah
- Lauren Francesca − Mia
- Jaclyn Swedberg − Terra
- Kane Hodder − Grawesome Crutal
- Stephanie Danielson − Kylie
- Laura Jacobs − Desiree
- Grant Alan Ouzts − Billy

## Produkcja
Film kręcono na półwyspie Cape Cod w stanie Massachusetts, wyłącznie nocną porą. Nagrywanie materiału zajęło dziewiętnaście nocy. Pomimo niskiego budżetu, jakim operowali twórcy (wynosił on dwieście pięćdziesiąt tysięcy dolarów), projekt nakręcono przy użyciu kamery Red Epic, w rozdzielczości 4K. Muck przeszedł do historii jako pierwszy horror nakręcony w standardzie Ultra HD. Film Wolsha powstał z inicjatywy crowdfundingowej witryny internetowej Kickstarter. W znaczących rolach zostali w nim obsadzeni: gwiazda serwisu YouTube Lauren Francesca, modelka Playboya i Playmate roku Jaclyn Swedberg oraz aktor Kane Hodder, znany z roli Jasona Voorheesa w poszczególnych filmach z serii Piątek, trzynastego. W październiku 2013 podczas konwentu Stan Lee's Comikaze Expo zaprezentowany został zwiastun filmu.

## Wydanie filmu
26 lutego 2015 roku odbyła się prapremiera filmu; Muck wyświetlony został wówczas w Rezydencji Playboya w Los Angeles. Oficjalna premiera obrazu nastąpiła w piątek, 13 marca 2015. Film spotkał się z ograniczoną formą dystrybucji. Niedługo potem, 17 marca, trafił do sprzedaży na rynku DVD/Blu-ray. Datę wydania powiązano z treścią fabuły filmu − 17 marca obchodzony jest Dzień Świętego Patryka, święto celebrowane także przez bohaterów Muck.

## Prequel
W 2018 ukaże się prequel filmu, zatytułowany Muck: Chapter 1 (tytułem roboczym był Muck: Feast of Saint Patrick). Planowana jest także realizacja późniejszego sequela.